# Birodar Abduraimov
Birodar Hasanovich Abduraimov, uzb. cyr. Биродар Ҳасанович Абдураимов, ros. Берадор Хасанович Абдураимов, Bierador Chasanowicz Abduraimow (ur. 14 maja 1943 w Taszkencie, Uzbecka SRR) – uzbecki piłkarz, grający na pozycji napastnika, trener piłkarski.

## Kariera piłkarska

### Kariera klubowa
W 1960 rozpoczął karierę piłkarską w miejscowym klubie Paxtakor Taszkent, skąd na początku 1964 przeszedł do Spartaka Moskwa. Po pół roku powrócił do Paxtakora Taszkent. W 1968 razem z Gawaszeli został najlepszym strzelcem mistrzostw ZSRR (choć uczciwość tego osiągnięcia jest przez niektórych badaczy kwestionowana). W latach 1969–1970 występował w CSKA Moskwa. W czerwcu 1970 ponownie wrócił do Paxtakora Taszkent. W 1976 zakończył swoją karierę piłkarską w klubie Mieliorator Jangier.

### Kariera reprezentacyjna
Występował w olimpijskiej reprezentacji Związku Radzieckiego, w której rozegrał 7 towarzyskich gier i zdobył 3 bramki.

## Kariera trenerska
Po zakończeniu kariery piłkarskiej rozpoczął pracę trenerską. Najpierw kierował Szkolą Piłkarską Paxtakor Taszkent. W 1979 otrzymał stanowisko głównego trenera w klubie Shahrixonets Shahrixon. W następnym roku przeniósł się trenować Dinamo Samarkanda, z którym najpierw był najlepszy w swojej grupie, a potem w turnieju finałowym został wicemistrzem Drugiej Ligi ZSRR. Od 1982 prowadził Bulung'urets Bulung'ur. W 1984 powrócił do kierowania Szkolą Piłkarską. W 1987 objął stanowisko głównego trenera w rodzimym dla niego Paxtakorze Taszkent. W 1989 pół roku pracował z Spartakiem Andiżan, a potem powrócił do Paxtakora, ale już na stanowisko dyrektora. W 1991 zdobył wicemistrzostwo Drugiej Ligi z Umid Taszkent, a w 1992 roku Puchar Uzbekistanu z Navbahor Namangan. Po pracy w CSKA Taszkent, w 1994 został zaproszony na stanowisko selekcjonera narodowej reprezentacji Uzbekistanu. Następnie trenował kluby Navbahor Namangan, Zarafshon Navoiy, Surxon Termez oraz drugoligowy O‘zbekiston Wilajet taszkencki. W 2003 pracował na stanowisku głównego trenera FK Samarkand-Dinamo. Od 2004 pracuje w sztabie szkoleniowym kazachskiego Jassy Sajram.

## Sukcesy i odznaczenia

### Sukcesy klubowe
- mistrz Pierwszej Ligi ZSRR: 1972
- brązowy medalista Pierwszej Ligi ZSRR: 1964
- finalista Pucharu ZSRR: 1968

### Sukcesy trenerskie
- wicemistrz Drugiej Ligi ZSRR: 1980, 1991
- wicemistrz Pierwszej Ligi ZSRR: 1990
- zdobywca Pucharu Uzbekistanu: 1992
- mistrz Igrzysk Azjatyckich: 1994

### Sukcesy indywidualne
- król strzelców mistrzostw ZSRR: 1969 (16 goli)
- król strzelców Pierwszej Ligi ZSRR: 1972 (34 gole)
- członek Klubu Grigorija Fiedotowa: 106 goli
- wybrany do listy 33 najlepszych piłkarzy ZSRR: Nr 2 (1968)
- rekordzista klubu Paxtakor Taszkent w ilości rozegranych meczów: 358 występów
- jego imię nosi Klub uzbeckich strzelców Birodara Abduraimova
- mistrz Uzbekistanu w zapasach w stylu wolnym spośród juniorów

### Odznaczenia
- tytuł Mistrza Sportu ZSRR: 1962
- tytuł Zasłużonego Trenera Uzbeckiej SRR: 1990
- Medal „Shuxrat”: 1994
- honorowy tytuł Uzbekistanu „O‘zbekiston Iftixori”: 2003